# Respiración del suelo
La respiración del suelo se refiere a la producción de dióxido de carbono cuando los organismos del suelo respiran. Esto incluye la respiración de las raíces de las plantas, la rizosfera, los microbios y la fauna. Cualquier respiración que ocurra bajo tierra se considera respiración del suelo. 
La respiración del suelo es un proceso clave del ecosistema y juega un papel importante en el ciclo global del carbono, así como en otros ciclos de nutrientes. La respiración del suelo libera carbono del suelo en forma de CO2, así como otros nutrientes como el nitrógeno. El CO2 se adquiere de la atmósfera y se convierte en compuestos orgánicos en el proceso de fotosíntesis. Las plantas usan estos compuestos orgánicos para construir componentes estructurales o respirarlos para liberar energía. Cuando la respiración de la planta ocurre bajo el suelo en las raíces, se agrega a la respiración del suelo. Con el tiempo, los componentes estructurales de la planta son consumidos por los heterótrofos. Este consumo heterotrófico libera CO2 y cuando este CO2 se libera por organismos por debajo del suelo, se considera como parte de la respiración del suelo. 
La cantidad de respiración del suelo que ocurre en un ecosistema está controlada por varios factores. La temperatura, la humedad, el contenido de nutrientes y el nivel de oxígeno en el suelo pueden producir tasas de respiración extremadamente dispares. Estas tasas de respiración se pueden medir con una variedad de métodos. Se pueden usar otros métodos para separar los componentes fuente, en este caso el tipo de vía fotosintética (C3/C4), de las estructuras de plantas respiradas. 
Las tasas de respiración del suelo pueden verse afectadas en gran medida por la actividad humana, incluyendo la agricultura y sus actividades asociadas, como la deforestación y la fertilización nitrogenada. El cambio climático, el incremento de los gases de efecto invernadero, el aumento de temperaturas y los fenómenos meteorológicos extremos y el cambio en los patrones de precipitación afectan la tasa de respiración global del suelo.  
La respiración del suelo participa de los procesos de retroalimentación en el cambio climático global, lo que significa que las tasas de respiración del suelo se ven afectadas por el cambio climático y responden en consecuencia, incrementando los efectos del cambio climático en curso. 
Existen muchos métodos para medir la respiración del suelo, siendo los más comunes la cámara cerrada dinámica y la utilización de relación de isótopos estables.

## Fuentes de dióxido de carbono en el suelo

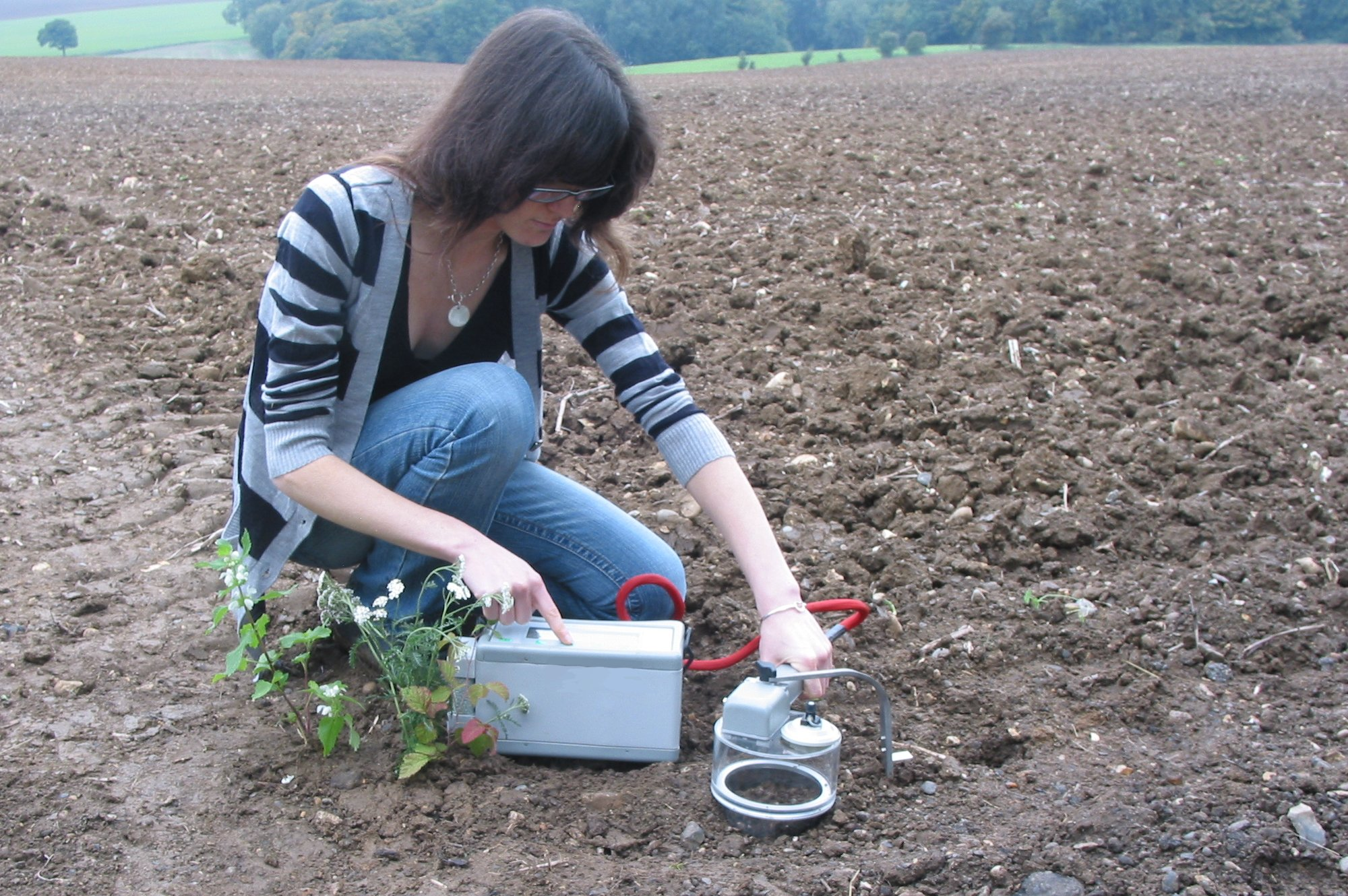
Un sistema portátil que mide el flujo de CO_{2} del suelo.

### Temperatura

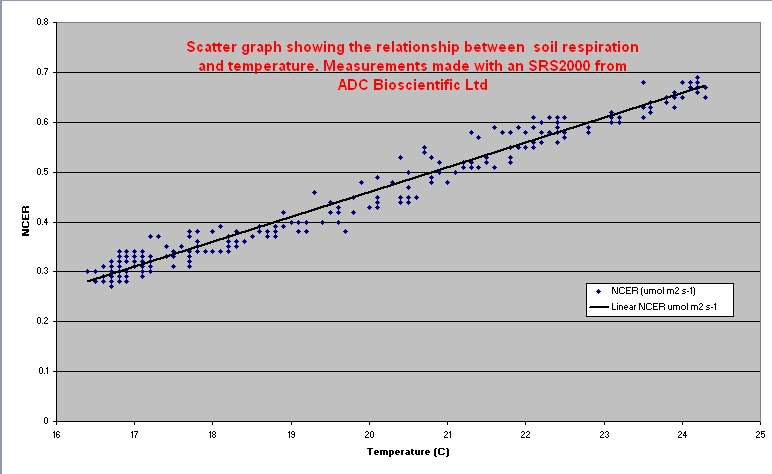
Gráfico que muestra la respiración del suelo frente a la temperatura del suelo

### Sistemas de flujo de suelo independientes a largo plazo para la medición en un lugar a lo largo del tiempo

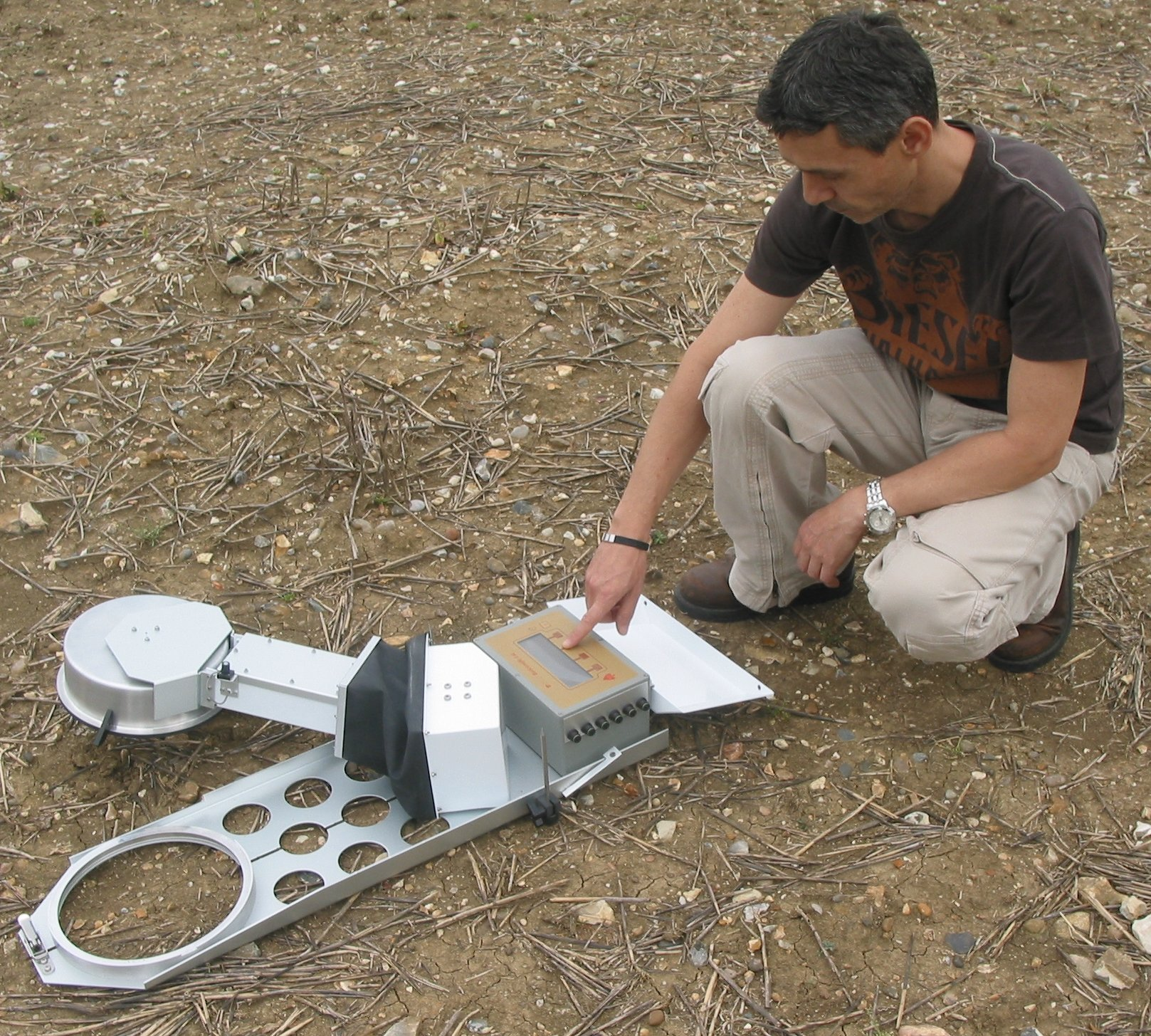
Un sistema automatizado de intercambio de CO_{2} del suelo.

### Sistemas de muestreo de la respiración del suelo

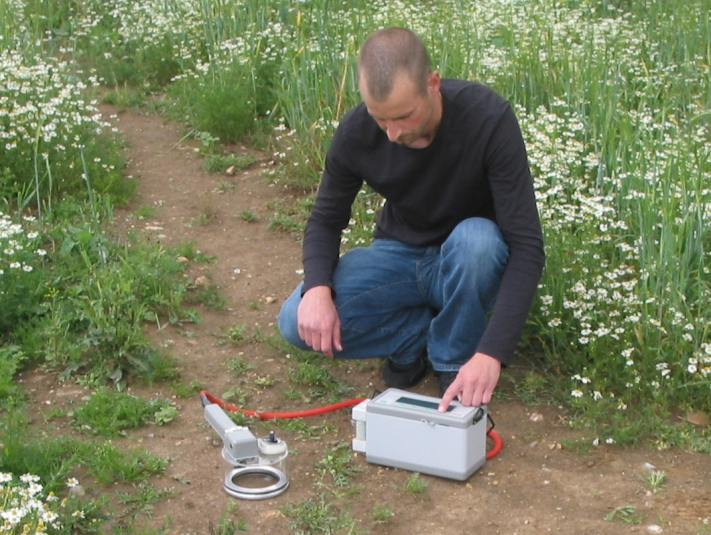
Medición de la variabilidad espacial de la respiración del suelo en el campo.